# Кызылтепинский район
Кызылтепинский район (узб. Qiziltepa tumani / Қизилтепа тумани) — административная единица в Навоийской области Узбекистана. Административный центр — город Кызылтепа.
Население — 153 900 чел. (2021).

## История
Кызылтепинский район был образован в 1930-е годы. В 1938 году вошёл в состав Бухарской области. В 1963 году упразднён, в 1970 году восстановлен. В 1982 году вошёл в состав Навоийской области. В 1988—1992 входил в состав Бухарской области.

## Административно- территориальное деление
По состоянию на 1 января 2011 года в состав района входят:
- 1 город районного подчинения

1. Кызылтепа

- 8 городских посёлков:

1. Баланд гардиен,
2. Вангози,
3. Гойибон,
4. Зармитан,
5. Калъайи Азизон,
6. Окмачит,
7. Оксоч,
8. Хусбуддин.

- 8 сельских сходов граждан:

1. Акалтын,
2. Арабон,
3. Бустан,
4. Вангази,
5. Гардиян,
6. Зармитан,
7. Ходжахасан,
8. Янгихаят.